# Steuerquartier
Das Steuerquartier war ein Volumenmaß für Flüssigkeiten in Braunschweig. Das Maß galt bis Ende 1853.
- 1 Steuerquartier = 1 Quartier (braunschweig.) = 2 Nösel = 47,2286 Pariser Kubikzoll = 0,93684 Liter